# Rafael Almagro
Rafael Almagro Martínez (Granada, España, 29 de marzo de 1945) es un exfutbolista español que se desempeñaba como centrocampista.

## Clubes
| Club                | País   | Año       |
| ------------------- | ------ | --------- |
| Granada C. F.       | España | 1963-1968 |
| Cádiz C. F.         | España | 1969      |
| R. C. Celta de Vigo | España | 1969-1972 |
| Elche C. F.         | España | 1972-1974 |
| R. C. D. Mallorca   | España | 1974-1975 |